# Biegi narciarskie na Mistrzostwach Świata w Narciarstwie Klasycznym 1970
Zawody w biegach narciarskich na XVIII Mistrzostwach świata w narciarstwie klasycznym odbyły się w dniach 14 lutego – 22 lutego 1970 w czechosłowackim mieście Vysoké Tatry.

## Terminarz
| Data           | Miejscowość  | Konkurencja                                           | Złoto                                                                                 | Srebro                                                                   | Brąz                                                                            |
| -------------- | ------------ | ----------------------------------------------------- | ------------------------------------------------------------------------------------- | ------------------------------------------------------------------------ | ------------------------------------------------------------------------------- |
| 15 lutego 1970 | Vysoké Tatry | Bieg indywidualny mężczyzn na 30 km stylem klasycznym | Wiaczesław Wiedienin                                                                  | Gerhard Grimmer                                                          | Odd Martinsen                                                                   |
| 18 lutego 1970 | Vysoké Tatry | Bieg indywidualny kobiet na 10 km stylem klasycznym   | Alewtina Oliunina                                                                     | Marjatta Kajosmaa                                                        | Galina Kułakowa                                                                 |
| 17 lutego 1970 | Vysoké Tatry | Bieg indywidualny mężczyzn na 15 km stylem klasycznym | Lars-Göran Åslund                                                                     | Odd Martinsen                                                            | Fiodor Simaszow                                                                 |
| 16 lutego 1970 | Vysoké Tatry | Bieg indywidualny kobiet na 5 km stylem klasycznym    | Galina Kułakowa                                                                       | Galina Piluszenko                                                        | Nina Fiodorowa                                                                  |
| 22 lutego 1970 | Vysoké Tatry | Bieg indywidualny mężczyzn na 50 km stylem klasycznym | Kalevi Oikarainen                                                                     | Wiaczesław Wiedienin                                                     | Gerhard Grimmer                                                                 |
| 19 lutego 1970 | Vysoké Tatry | Bieg sztafetowy mężczyzn stylem klasycznym            | ZSRR · Władimir Woronkow · Walerij Tarakanow · Fiodor Simaszow · Wiaczesław Wiedienin | NRD · Gerd Hessler · Axel Lesser · Gerhard Grimmer · Gert-Dietmar Klause | Szwecja · Ove Lestander · Jan Halvarsson · Ingvar Sandström · Lars-Göran Åslund |
| 20 lutego 1970 | Vysoké Tatry | Bieg sztafetowy kobiet stylem klasycznym              | ZSRR · Nina Fiodorowa · Galina Kułakowa · Alewtina Oliunina                           | NRD · Gabriele Haupt · Renate Fischer · Anna Unger                       | Finlandia · Senja Pusula · Helena Takalo · Marjatta Kajosmaa                    |

## Wyniki zawodów

### Mężczyźni

#### 15 km techniką klasyczną
- Data 17 lutego 1970

| Medal | Zawodnik            | Narodowość | Wynik    |
| ----- | ------------------- | ---------- | -------- |
|       | Lars-Göran Åslund   | Szwecja    | 47:04.71 |
|       | Odd Martinsen       | Norwegia   | 47:38.19 |
|       | Fiodor Simaszow     | ZSRR       | 47:49.00 |
| 4     | Gert-Dietmar Klause | NRD        | 47:50.36 |
| 5     | Pål Tyldum          | Norwegia   | 48:01.67 |
| 6     | Walerij Tarakanow   | ZSRR       | 48:11.75 |
| 7     | Walter Demel        | RFN        | 48:14.6  |
| 8     | Jan Halvarsson      | Szwecja    | 48:14.9  |
| 9     | Harald Grønningen   | Norwegia   | 48:21,31 |
| 10    | Gerhard Grimmer     | NRD        | 48:23,71 |
| ...   |                     |            |          |
| 31    | Andrzej Czuj        | Polska     | 50:27,00 |
| 35    | Józef Rysula        | Polska     | 50:42,11 |
| 55    | Edward Budny        | Polska     | 53:08,34 |

#### 30 km techniką klasyczną
- Data 15 lutego 1970

| Medal | Zawodnik             | Narodowość | Wynik      |
| ----- | -------------------- | ---------- | ---------- |
|       | Wiaczesław Wiedienin | ZSRR       | 1:39:48,01 |
|       | Gerhard Grimmer      | NRD        | 1:40:25,58 |
|       | Odd Martinsen        | Norwegia   | 1:41:04,42 |
| 4     | Pål Tyldum           | Norwegia   | 1:41:11,10 |
| 5     | Gert-Dietmar Klause  | NRD        | 1:41:32,99 |
| 6     | Lars-Göran Åslund    | Szwecja    | 1:41:46,98 |
| 7     | Magne Myrmo          | Norwegia   | 1:42:12,0  |
| 8     | Jan Halvarsson       | Szwecja    | 1:42:14,2  |
| 9     | Ingvar Sandström     | Szwecja    | 1:42:14,16 |
| 10    | Fiodor Simaszow      | ZSRR       | 1:42:21,87 |
| ...   |                      |            |            |
| 33    | Andrzej Czuj         | Polska     | 1:47:35,32 |
| DNF   | Edward Budny         | Polska     | -          |
| DNF   | Pawel Gorzolka       | Polska     | -          |

#### 50 km techniką klasyczną
- Data 22 lutego 1970

| Medal | Zawodnik             | Narodowość     | Wynik      |
| ----- | -------------------- | -------------- | ---------- |
|       | Kalevi Oikarainen    | Finlandia      | 2:49:34,70 |
|       | Wiaczesław Wiedienin | ZSRR           | 2:50:04,82 |
|       | Gerhard Grimmer      | NRD            | 2:50:12,88 |
| 4     | Fiodor Simaszow      | ZSRR           | 2:51:52,44 |
| 5     | Sven-Åke Lundbäck    | Szwecja        | 2:52:13,86 |
| 6     | Walter Demel         | RFN            | 2:53:00,62 |
| 7     | Jan Halvarsson       | Szwecja        | 2:53:36,8  |
| 8     | Hannu Taipale        | Finlandia      | 2:53:39,5  |
| 9     | Alois Kälin          | Szwajcaria     | 2:53:43,10 |
| 10    | Karel Sacký          | Czechosłowacja | 2:54:34,99 |
| ...   |                      |                |            |
| 18.   | Andrzej Czuj         | Polska         | 2:58:23,64 |
| 18.   | Pawel Gorzolka       | Polska         | 3:02:29,92 |

#### Sztafeta 4×10km
- Data 19 lutego 1970

| Medal | Zawodnik                                                                 | Narodowość     | Wynik      |
| ----- | ------------------------------------------------------------------------ | -------------- | ---------- |
|       | Władimir Woronkow Walerij Tarakanow Fiodor Simaszow Wiaczesław Wiedienin | ZSRR           | 2:06:36,47 |
|       | Gerd Hessler Axel Lesser Gerhard Grimmer Gert-Dietmar Klause             | NRD            | 2:06:50,59 |
|       | Ove Lestander Jan Halvarsson Ingvar Sandström Lars-Göran Åslund          | Szwecja        | 2:06:56,80 |
| 4     | Odd Martinsen Harald Gronningen Pål Tyldum Erling Steineide              | Norwegia       | 2:08:16,07 |
| 5     | Werner Geeser Albert Giger Alois Kälin Eduard Hauser                     | Szwajcaria     | 2:09:58,59 |
| 6     | Franco Nones Roberto Primus Gianfranco Stella Ulrich Kostner             | Włochy         | 2:10:10,70 |
| 7     | Kalevi Oikarainen Teuvo Hatunen Raimo Lehtinen Osmo Karjalainen          | Finlandia      | 2:10:15,56 |
| 8     | Jan Fajstavr Karel Sacký Václav Peřina Karel Štefl                       | Czechosłowacja | 2:11:39,31 |
| ...   |                                                                          |                |            |
| 11    | Wawrzynec Gasienica Józef Rysula Tadeusz Gawlak Andrzej Czuj             | Polska         | 2:15:23,66 |

### Kobiety

#### 5 km techniką klasyczną
- Data 16 lutego 1970

| Medal | Zawodnik              | Narodowość | Wynik    |
| ----- | --------------------- | ---------- | -------- |
|       | Galina Kułakowa       | ZSRR       | 18:07,89 |
|       | Galina Piluszenko     | ZSRR       | 18:27,91 |
|       | Nina Fiodorowa        | ZSRR       | 18:28,51 |
| 4     | Marjatta Kajosmaa     | Finlandia  | 18:34,37 |
| 5     | Michaela Endler       | RFN        | 18:43,00 |
| 6     | Senja Pusula          | Finlandia  | 18:52,46 |
| 7     | Renate Fischer        | NRD        | 18:54,00 |
| 8     | Helena Takalo         | Finlandia  | 18:54,52 |
| 9     | Berit Mørdre Lammedal | Norwegia   | 19:02,01 |
| 10    | Inger Aufles          | Norwegia   | 19:04,61 |
| ...   |                       |            |          |
| 22    | Stefania Biegun       | Polska     | 19:38,92 |
| 27    | Weronika Budny        | Polska     | 19:46,14 |
| 30    | Józefa Chromik        | Polska     | 20:00,11 |
| 39    | Anna Duraj            | Polska     | 21:05,59 |

#### 10 km techniką klasyczną
- Data 18 lutego 1970

| Medal | Zawodnik             | Narodowość     | Wynik    |
| ----- | -------------------- | -------------- | -------- |
|       | Alewtina Oliunina    | ZSRR           | 36:19,00 |
|       | Marjatta Kajosmaa    | Finlandia      | 36:40,05 |
|       | Galina Kułakowa      | ZSRR           | 37:06,04 |
| 4     | Helena Šikolová      | Czechosłowacja | 37:12,32 |
| 5     | Renate Fischer       | NRD            | 37:12,99 |
| 6     | Galina Piluszenko    | ZSRR           | 37:16,37 |
| 7     | Helena Takalo        | Finlandia      | 37:17,56 |
| 8     | Ingrid Mjagar        | Norwegia       | 37:23,73 |
| 9     | Marjatta Muttilainen | Finlandia      | 37:35,29 |
| 10    | Senja Pusula         | Finlandia      | 37:39,16 |
| ...   |                      |                |          |
| 17    | Stefania Biegun      | Polska         | 38:11,82 |
| 22    | Weronika Budny       | Polska         | 38:49,11 |
| 31    | Józefa Chromik       | Polska         | 39:21,10 |
| 31    | Bogumila Trzebunia   | Polska         | 40:28,07 |

#### Sztafeta 3×5km
- Data 20 lutego 1970

| Medal | Zawodnik                                         | Narodowość     | Wynik    |
| ----- | ------------------------------------------------ | -------------- | -------- |
|       | Nina Fiodorowa Galina Kułakowa Alewtina Oliunina | ZSRR           | 54:32,18 |
|       | Gabriele Haupt Renate Fischer Anna Unger         | NRD            | 55:09,65 |
|       | Senja Pusula Helena Takalo Marjatta Kajosmaa     | Finlandia      | 55:33,76 |
| 4     | Inger Aufles Aslaug Dahl Berit Mørdre Lammedal   | Norwegia       | 56:28,87 |
| 5     | Milena Cillerová Helena Šikolová Milena Chlumová | Czechosłowacja | 56:45,95 |
| 6     | Monika Mrklas Ingrid Rothfuss Michaela Endler    | RFN            | 57:16,02 |
| 7     | Meeri Bodelid Barbro Tano Birgitta Lindqvist     | Szwecja        | 57:19,85 |
| 8     | Stefania Biegun Józefa Chromik Weronika Budny    | Polska         | 58:04,18 |

## Klasyfikacja medalowa dla konkurencji biegowych MŚ
| #  | Reprezentacja | Złoto | Srebro | Brąz | Razem |
| -- | ------------- | ----- | ------ | ---- | ----- |
| 1. | ZSRR          | 5     | 2      | 3    | 10    |
| 2. | Finlandia     | 1     | 1      | 1    | 3     |
| 3. | Szwecja       | 1     | 0      | 1    | 2     |
| 4. | NRD           | 0     | 3      | 1    | 4     |
| 5. | Norwegia      | 0     | 1      | 1    | 2     |